# Сухан, Лариса Викторовна
Лариса Викторовна Сухан (11 июня 1970) — казахстанская футболистка, выступавшая на позиции вратаря.
Первой футбольной командой была «Олимп» (Караганда). В 1992 году приняла решение перейти в клуб ЦСК ВВС и провела в чемпионате 8 матчей. По окончании сезона приняла решение вернуться в Казахстан.

## Достижения
Чемпионат России по футболу среди женщин
- Вице—чемпион России (1): 1992

Чемпионат Казахстана по футболу среди женщин
- Чемпион Казахстана (1): 1993